# 卡洛·瓦萨马
卡洛·亚尔马·瓦萨马（芬蘭語：Kaarlo Hjalmar Vasama，1885年11月20日—1926年11月12日），芬兰男子竞技体操运动员。他曾代表芬兰获得1912年夏季奥运会体操比赛男子团体自由式银牌。他于1926年在坦佩雷去世。